# Some Great Reward
A Some Great Reward a Depeche Mode 1984. szeptember 27-én megjelent, sorrendben negyedik stúdióalbuma, amely 2006-ban újrakeverve ismét megjelent.

## Az album dalai
|    | Cím                 | Hossz |
| -- | ------------------- | ----- |
| 1. | Something to Do     | 3:47  |
| 2. | Lie to Me           | 5:03  |
| 3. | People Are People   | 3:52  |
| 4. | It Doesn’t Matter   | 4:44  |
| 5. | Stories of Old      | 3:13  |
| 6. | Somebody            | 4:27  |
| 7. | Master and Servant  | 4:12  |
| 8. | If You Want         | 4:41  |
| 9. | Blasphemous Rumours | 6:22  |

| 1. | Something to Do     | 3:47 |
| 2. | Lie to Me           | 5:03 |
| 3. | People Are People   | 3:52 |
| 4. | It Doesn't Matter   | 4:44 |
| 5. | Stories of Old      | 3:13 |
| 6. | Somebody            | 4:27 |
| 7. | Master and Servant  | 4:12 |
| 8. | If You Want         | 4:41 |
| 9. | Blasphemous Rumours | 6:22 |

Bónuszszámok (PCM Stereo):
1. If You Want (Live in Basel and Liverpool, Autumn 1984) – 5:16
2. People Are People (Live in Basel and Liverpool, Autumn 1984) – 4:21
3. Somebody (Live in Basel and Liverpool, Autumn 1984)
4. Blasphemous Rumours (Live in Basel and Liverpool, Autumn 1984) – 5:30
5. Master and Servant (Live in Basel and Liverpool, Autumn 1984) – 5:38
6. In Your Memory – 4:00
7. (Set Me Free) Remotivate Me – 4:16
8. Somebody (Remix) – 4:19

Bonus anyagok:
1. Depeche Mode 84 (You Can Get Away With Anything If You Give It A Good Tune) [31 perces videó]

Valamennyi szám Martin Gore szerzeménye, kivéve az If You Want és az In Your Memory számokat, melyeket Alan Wilder írt.

## Fordítás
Ez a szócikk részben vagy egészben  a   Some Great Reward című angol Wikipédia-szócikk fordításán alapul.  Az eredeti cikk szerkesztőit annak laptörténete sorolja fel. Ez a jelzés csupán a megfogalmazás eredetét és a szerzői jogokat jelzi, nem szolgál a cikkben szereplő információk forrásmegjelöléseként.
- People are PeopleA Depeche Mode 1984-es Some Great Reward című nagylemezéről
- Master and ServantA Depeche Mode 1984-es Some Great Reward című nagylemezéről

Nem tudod lejátszani a fájlt?